# نوفوروسيا للموانئ البحرية التجارية
نوفوروسيا للموانئ البحرية التجارية (بالروسية: (NCSP Group) (Новороссийский морской торговый порт هو ثالث أكبر مشغل للموانئ في أوروبا وأكبر مشغل موانئ بحرية تجاري في روسيا .  يقع المقر الرئيسي للشركة في مدينة نوفوروسيسك على ساحل البحر الأسود . تدير الشركة ميناء نوفوروسيسك وموانئ بريمورسك وبالتييسك البلطيقية. في عام 2017 ، أشرفت الشركة على حجم تداول بضائع بلغ 143.5 مليون طن.  تعاملت الشركة مع حوالي 18٪ من إجمالي دوران البضائع في روسيا في عام 2017.